# Marie Doppelbauer

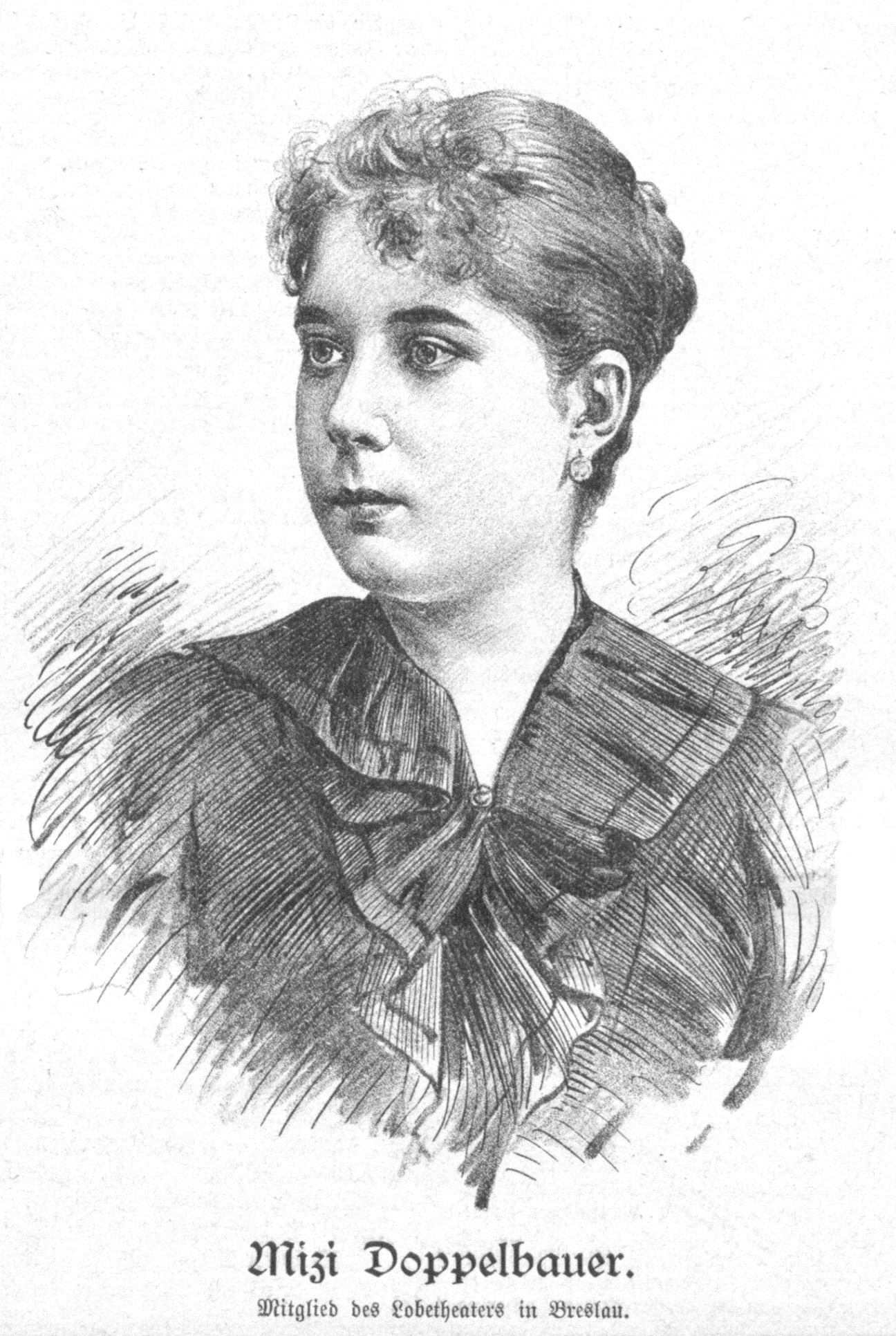
Mizi Doppelbauer im Jahre 1895

Marie Doppelbauer (16. November 1875 in Wien – nach 1902) war eine österreichische Theaterschauspielerin.

## Leben
Doppelbauer, die Tochter eines Kaufmanns, entschloss sich, durch häufigen Besuch des Burgtheaters angeregt, von Louisabeth Roeckel entsprechend vorbereitet, die Bühnenlaufbahn zu ergreifen.
Ihren ersten theatralischen Versuch wagte sie im Sommer 1892 in Döbling als „Josephine von Pöchlar“ in Goldfische mit aufmunterndem Erfolg. Ihr erstes Engagement fand sie bald darauf beim Dresdener Gastspielensemble, dann folgten Engagements in Liegnitz (1893), Breslau, Lobetheater (1894), Köln (1895), Barmen (1896 und 1897), und 1898 trat sie nach günstig absolviertem Gastspiel als „Komtesse Guckerl“ in Wallenstein in den Verband des Hoftheaters in Wiesbaden, woselbst sie sich im Fache der Salondamen und Schauspielsoubretten trefflich bewährte.
Am allerbesten gelangen ihr jene Partien, in welchen derbere Reize verlangt wurden. Doppelbauer hatte viel Anlage für Humor und wusste überaus drollig zu wirken.
Aus der großen Reihe ihrer beliebten Darstellungen seien hervorgehoben: „Goldene Gans“, „Cyprienne“, „Franciska“ in Minna von Barnhelm, „Dorine“ in Tartüffe, „Rosel“ im Verschwender, „Gräfin“ in Untreu, die „Wirtin“ im Weißen Rößl etc.